# Gruol
Gruol (sprich: Gruhl) ist ein Stadtteil von Haigerloch im Zollernalbkreis in Baden-Württemberg, Deutschland.
Das Dorf befindet sich im Tal des Flüsschen Stunzach im Südwesten der Gemeinde. Mit 1656 Einwohnern (Stand 31. Dezember 2023) ist Gruol der größte Stadtteil von Haigerloch.

## Ortsname
Die Bedeutung des Ortsnamens ist wahrscheinlich zurückzuführen auf „Ort im grünen Wiesental“. Der Ortsname könnte allerdings auch von einem früheren adligen, Gozzolt von Groeren, der mit der Schenkungsurkunde von Gruol zu tun hatte, zusammenhängen.

## Geschichte
Gruol wurde 1094 erstmals urkundlich erwähnt. Gruol bildete sich aus kleinen Einzelhöfen, die nach und nach zusammenwuchsen, der älteste Ortsteil ist Kroppenhofen. Später war der Ort im früheren Oberamt Haigerloch Teil Hohenzollerns, 1850 kam Gruol als Teil der Hohenzollerischen Lande an Preußen. Am 1. Januar 1975 erfolgte trotz teilweisen Widerstands in der Bevölkerung die Eingemeindung in die Stadt Haigerloch. 1994 fand die Feier „900 Jahre Gruol“ statt.

## Bildung
Im Ort befinden sich eine Grund- und Hauptschule. Seit dem Schuljahr 2010/2011 ist die Hauptschule nach Stetten verlegt worden und die Grundschule zur Ganztagsschule erweitert worden.

## Kultur und Sehenswürdigkeiten

### Bauwerke

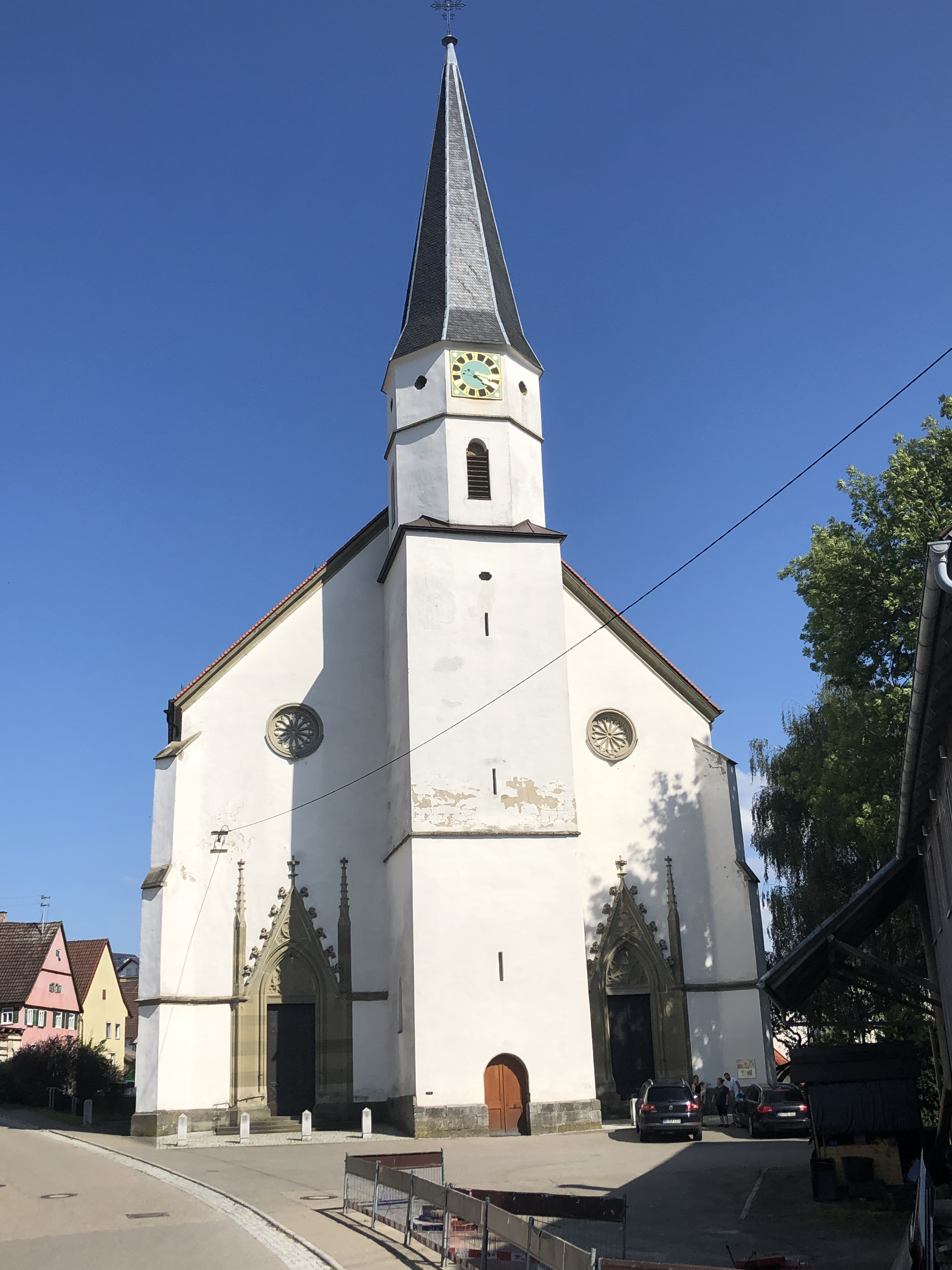
St. Clemens

- Katholische Pfarrkirche St. Clemens: Erbaut von 1846 bis 1849, die Höhe des Kirchturms beträgt 46,70 Meter und ist eine der größten Kirchen im Zollernalbkreis. Die Kirche bietet rund 1200 Sitzplätze. Die Große Glocke wurde 1429 in Esslingen gegossen.
- Vituskapelle (Friedhofskirche); Die richtige Bezeichnung: Unserer Lieben Frauen Kirche. 1374 wurde sie erstmals urkundlich erwähnt. Sie erhielt einst beim Umbau der St.-Clemens-Kirche deren Kirchturmspitze. Die Kapelle wurde von der Denkmalstiftung Baden-Württemberg zum „Denkmal des Monats November 2022“ ernannt.
- Heiligkreuzkapelle: Wurde im 13. Jahrhundert erbaut und bis 1480 erweitert.
- Schlössle: Es wurde erstmals 1608 urkundlich erwähnt.
- Klosterscheune Gruol: Erbaut 1743
- Neues Rathaus mit Feuerwehrhaus: 1978 erbaut
- Das Rote Haus: Eines der ältesten Wohnhäuser, es ist über 300 Jahre alt.
- Gasthaus Krone: Auch das Gasthaus Krone ist über 300 Jahre alt. Seit einigen Jahren wird dort allerdings nicht mehr bewirtet, gelegentlich finden jedoch dort noch Veranstaltungen statt.
- Backhaus und Waschhaus: Beide wurden um 1843/44 errichtet. Das Backhaus wird auch heute noch genutzt.
- Die untere Mühle: Sie wurde 1348 erbaut. Im Zweiten Weltkrieg wurde dort schweres Wasser als Moderatorsubstanz für den Forschungsreaktor Haigerloch gelagert.
- Altes Schulhaus: Es wurde 1908 erbaut.
- Loretto-Kapelle: Auch sie steht nicht auf der Gemarkung von Gruol und dennoch war es einst ein Gruoler, der sie um 1655 erbaut hatte.
- Jüdischer Friedhof: Liegt im Wald, oberhalb der Weinberghalde. Die meisten Grabsteine sind noch vorhanden. Sie stehen unter Denkmalschutz.
- Sonstige: Pfarrheim St. Clemens: 1905/06; Gasthaus Löwen (mittlerweile abgerissen) und Traube: Wurden alle in der zweiten Hälfte des 19. Jahrhunderts erbaut, sind allerdings längst nicht mehr in Betrieb; Gasthaus Rössle wurde bis 2013 als Jugendhaus betrieben und später abgerissen; Obere Mühle; Säge; Brauhaus (um 1865)
- Löwensaal: Ehemals der Saal des Gasthaus Löwen, mittlerweile ein Veranstaltungssaal der von der örtlichen Vereinsgemeinschaft betrieben wird.

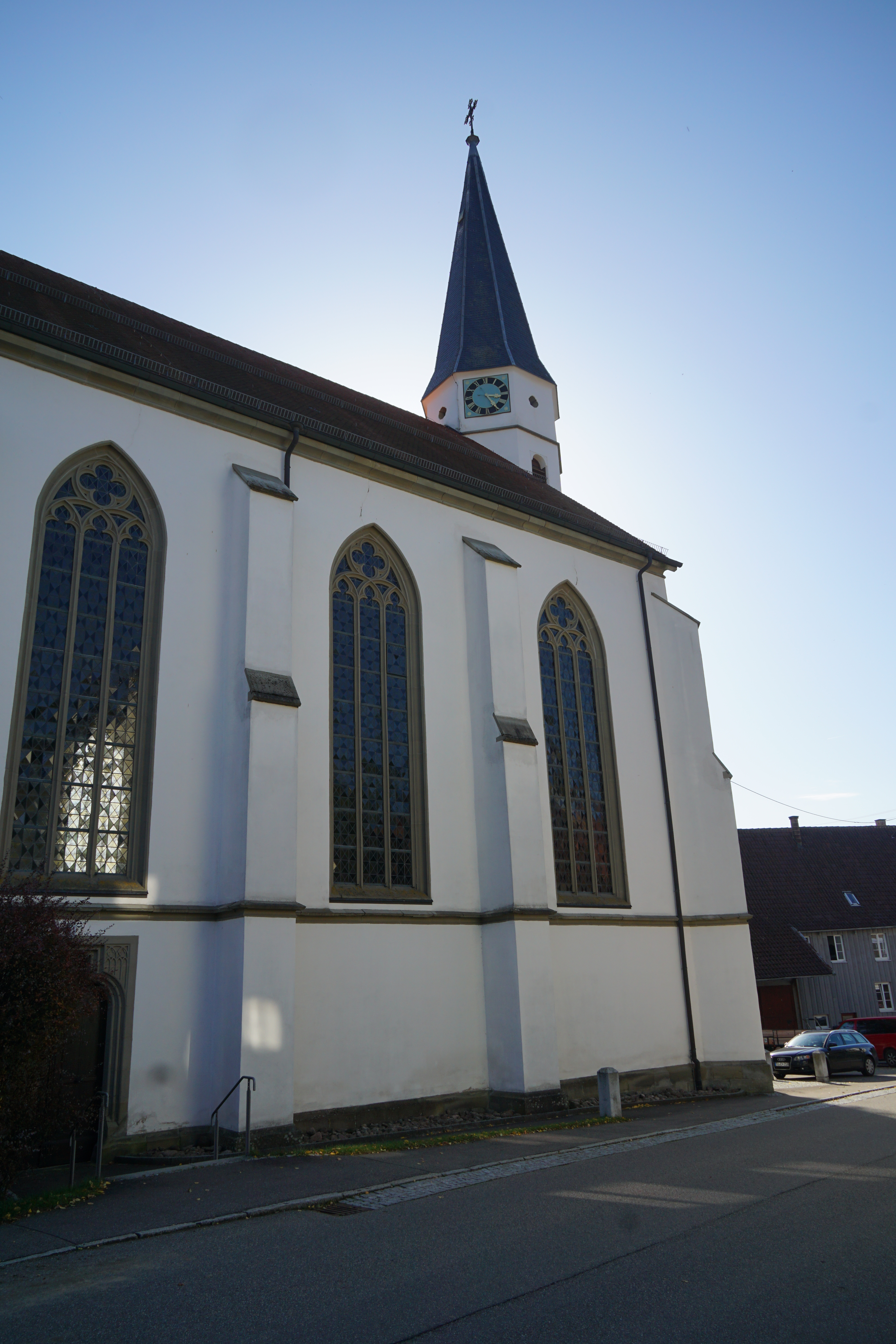
St. Clemens
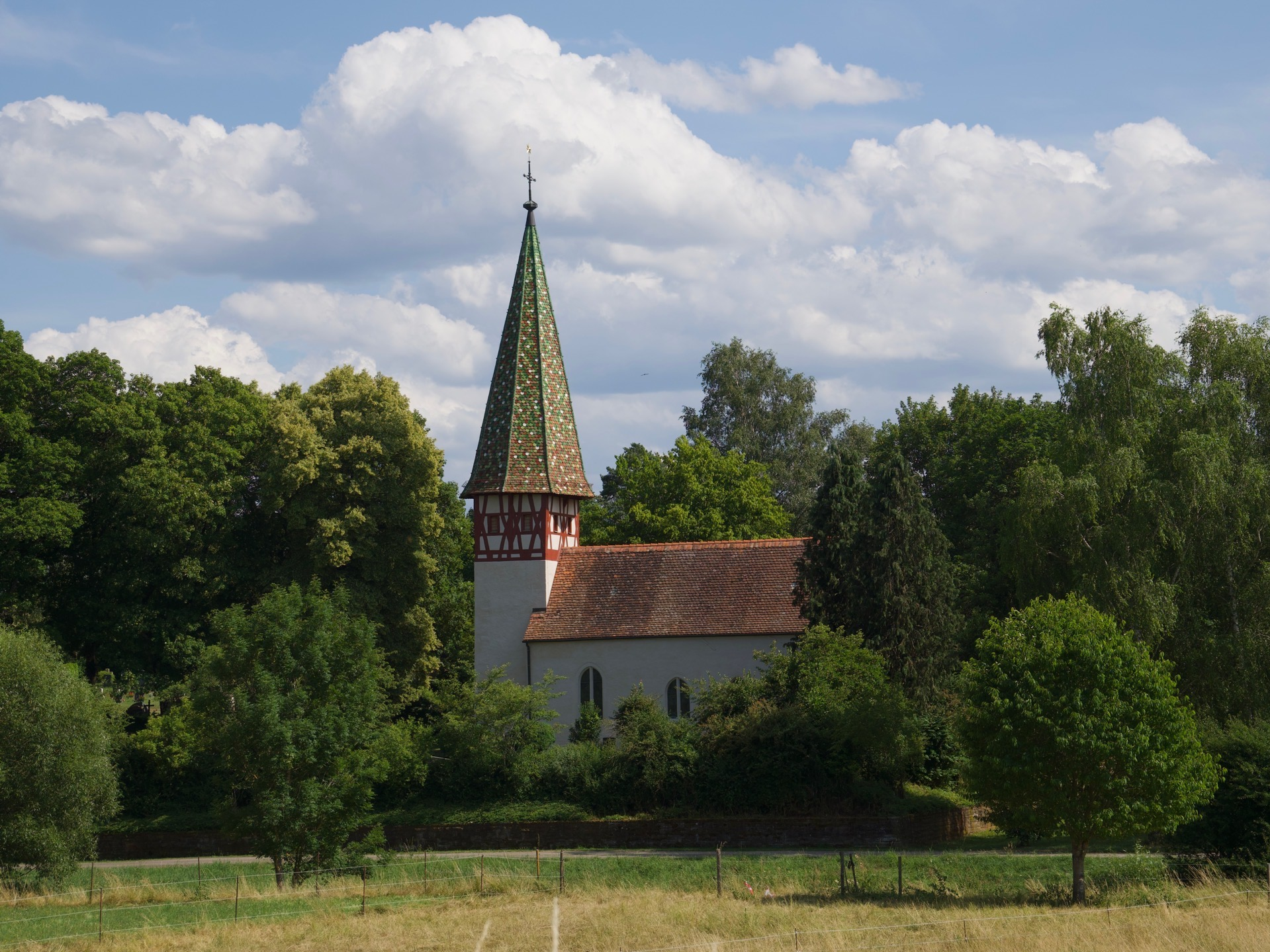
Vituskapelle beim Friedhof
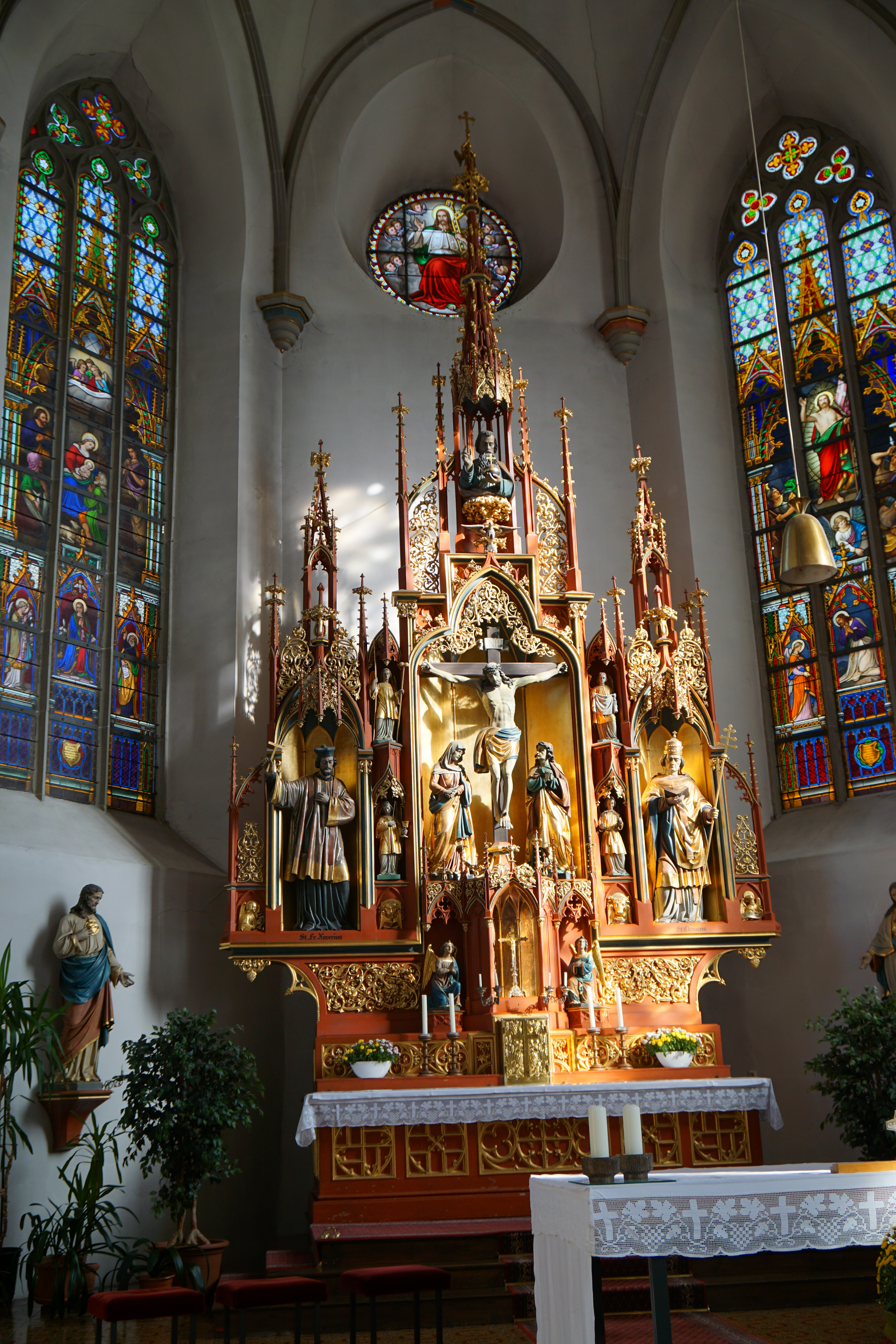
St. Clemens, Innenaufnahme
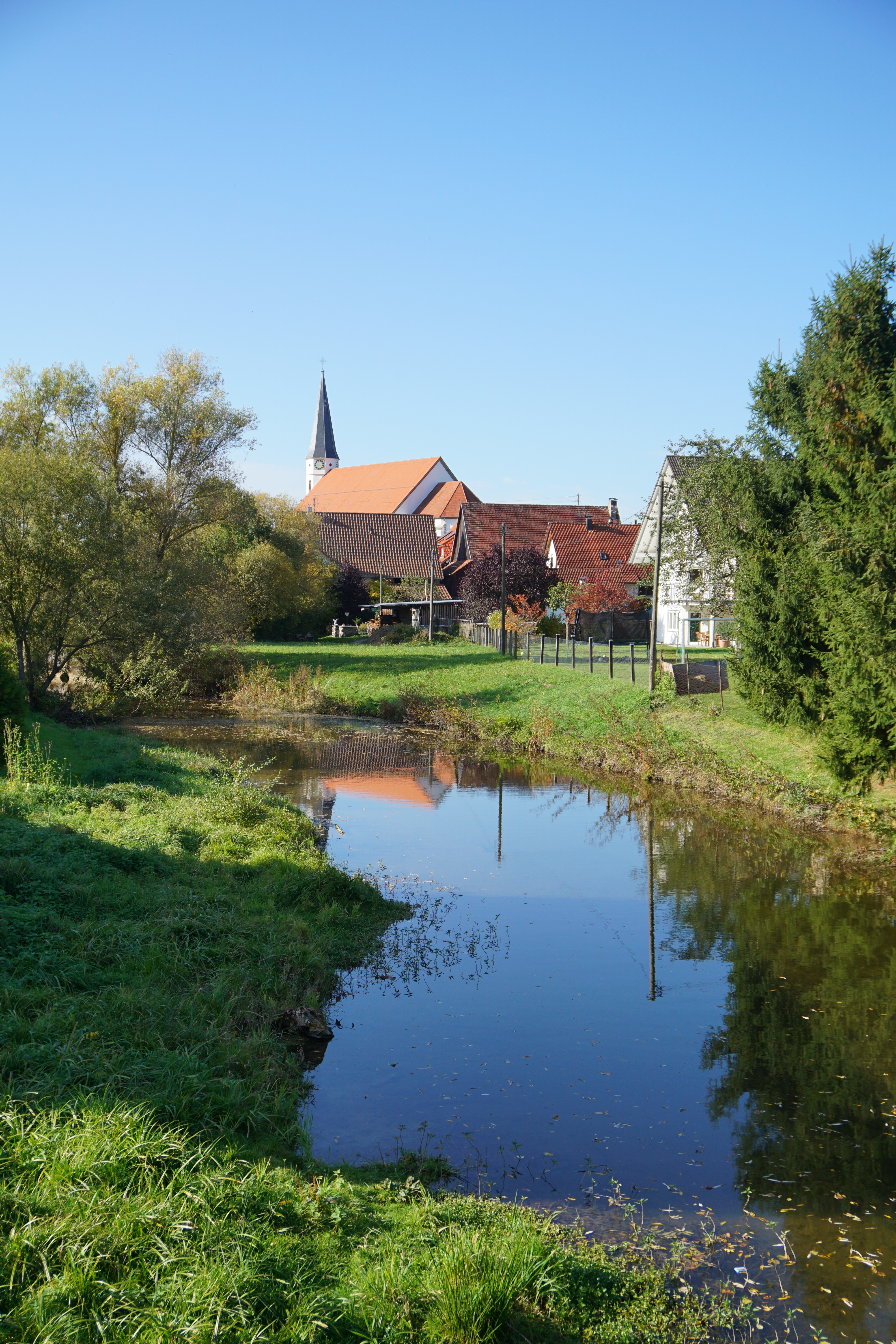
Ortsansicht
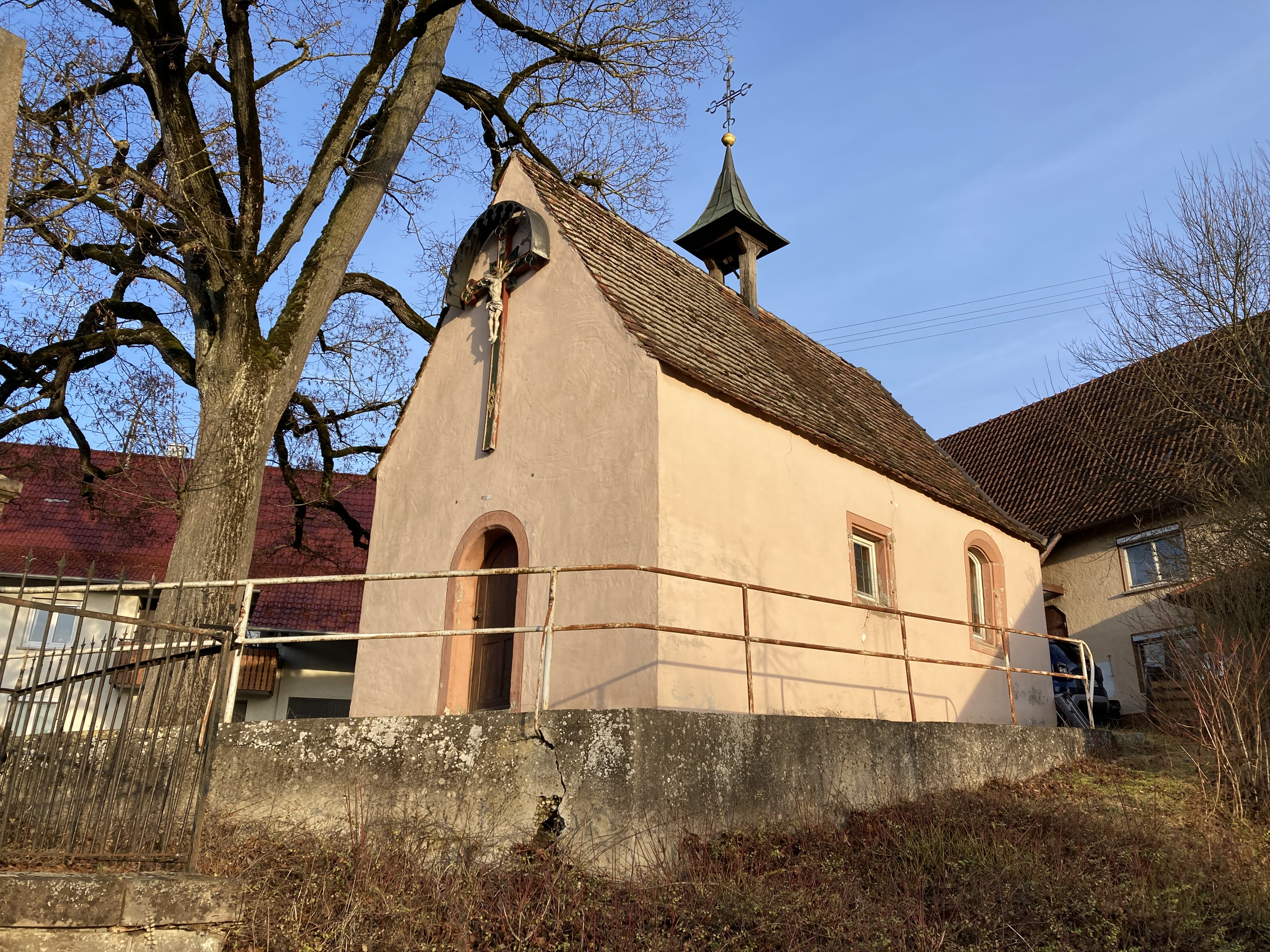
Heiligkreuzkapelle

### Naturdenkmale

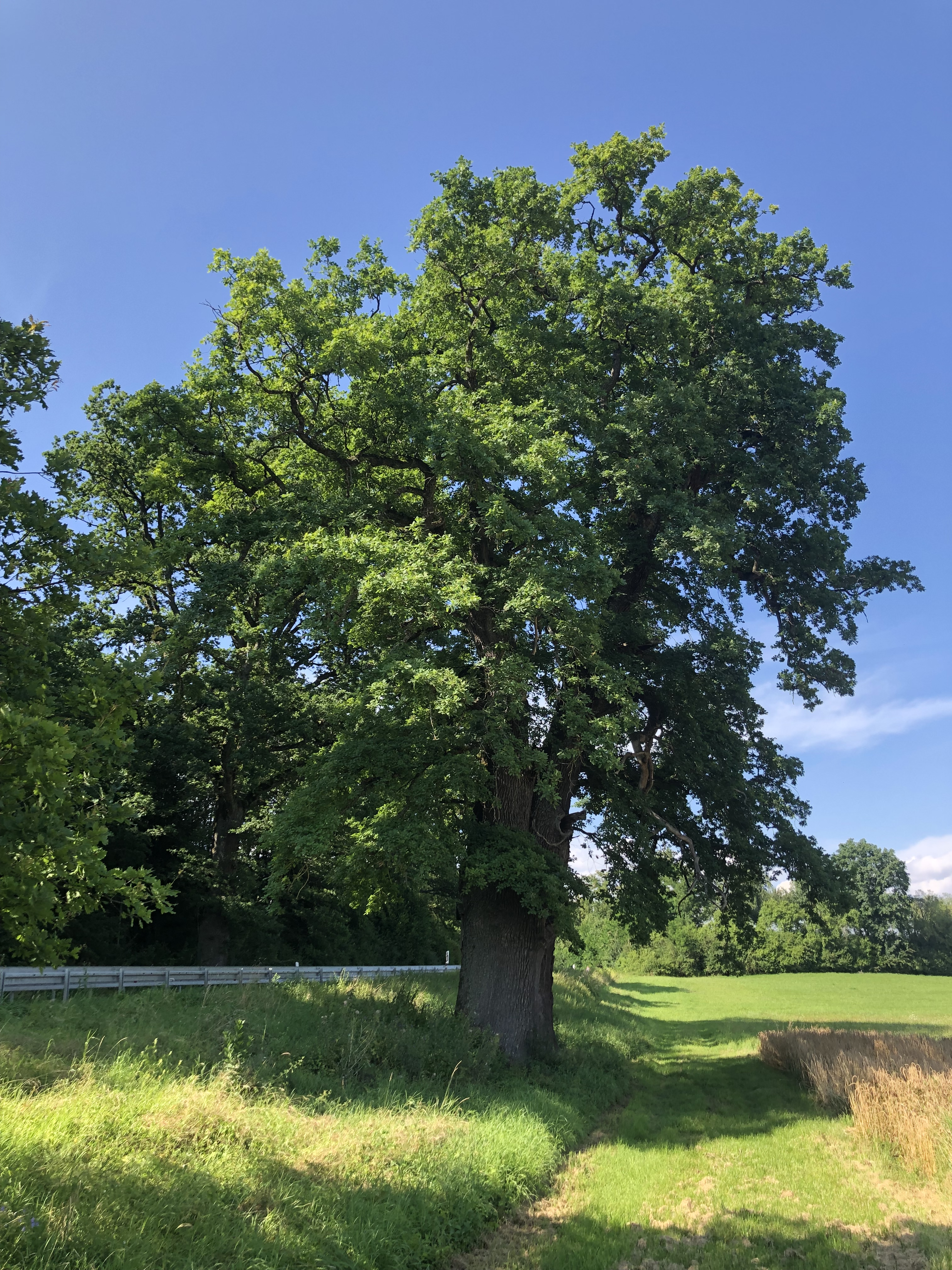
Hausertaleiche

- Hausertaleiche: Die 30 Meter hohe Eiche mit einem BHU von 6,90 m (2015) ist über 500 Jahre alt und wird „Dicke Eiche“ genannt. Sie wurde 1935 ins Naturdenkmalbuch eingetragen.[3]

### Regelmäßige Veranstaltungen
Jährlich findet in Gruol bei der Weinberghalde am ersten Septemberwochenende an zwei Tagen eines der größten Motorradtreffen Süddeutschlands statt. Bands wie Axxis, U.D.O., Krokus, Bonfire, Pretty Maids und Doro sind dort bereits aufgetreten. 2015 war Edguy Headliner, 2017 Primal Fear und 2018 Grave Digger.

## Persönlichkeiten
- Albert Traub (1906–1977), katholischer Priester und Geistlicher Rat